# Guarcino
Guarcino là một đô thị ở tỉnh Frosinone trong vùng Lazio, có vị trí cách khoảng 70 km về phía đông của Roma và khoảng 20 km về phía bắc của Frosinone. Tại thời điểm ngày 31 tháng 12 năm 2004, đô thị này có dân số 1.652 người và diện tích là 42,3 km².
Guarcino giáp các đô thị: Alatri, Filettino, Fiuggi, Morino, Torre Cajetani, Trevi nel Lazio, Trivigliano, Vico nel Lazio.

## Lịch sử biến động dân số
The population of Guarcino from 1861 to 2001.